# Visitations de Brooklyn
Les Visitations de Brooklyn (en anglais : Brooklyn Visitations) étaient une équipe américaine de basket-ball, basée à Brooklyn dans l'État de New York. L'équipe était membre de l'American Basketball League entre 1928 et 1939.

## Historique
L'équipe tente de déménager en 1935 pour le New Jersey et Paterson, mais reviendra l'année suivante à Brooklyn (le 21 novembre 1936).

## Noms successifs
- 1921 - 1935 : Brooklyn Visitations
- 1935 - 1936 : Paterson Visitations
- 1936 - 1939 : Brooklyn Visitations

## Ligues disputées
- 1921 - 1928 : Metropolitan Basketball League
- 1928 - 1931 : American Basketball League
- 1931 - 1932 : Metropolitan Basketball League
- 1932 - 1939 : American Basketball League

## Palmarès
- Vainqueur de la American Basketball League : 1931, 1935
- Vainqueur de la Metropolitan Basketball League : 1924, 1925, 1927, 1932

## Joueurs célèbres ou marquants
- Bobby McDermott